# ホラント伯

ホラント伯の紋章

ホラント伯（オランダ語：graaf van Holland, ドイツ語：Graf von Holland）は、中世ネーデルラントのホラント伯領の領主である。

## 歴代ホラント伯

### ホラント祖家
1. ディルク1世（在位：916年 - 939年）
2. ディルク2世（在位：939年 - 988年）
3. アルヌルフ（在位：988年 - 993年）
4. ディルク3世（在位：993年 - 1039年）
5. ディルク4世（在位：1039年 - 1049年）
6. フロリス1世（在位：1049年 - 1061年）
7. ディルク5世（在位：1061年 - 1091年）
8. フロリス2世（肥満伯）（在位：1091年 - 1121年）
9. ディルク6世（在位：1121年 - 1157年）
10. フロリス3世（在位：1157年 - 1190年）
11. ディルク7世（在位：1190年 - 1203年）
12. アダ（在位：1203年 - 1207年）
13. ウィレム1世（在位：1203年 - 1222年）
14. フロリス4世（在位：1222年 - 1234年）
15. ウィレム2世（在位：1234年 - 1256年）（ゼーラント伯、ドイツ対立王：1247年 - 1256年）
16. フロリス5世（在位：1256年 - 1296年）（ゼーラント伯）
17. ヤン（ヨハン）1世（在位：1296年 - 1299年）（ゼーラント伯）

ヤン1世に子供がいないまま没したため、外戚（ウィレム2世の甥）のエノー伯ジャン・ダヴェーヌ（ヤン2世：在位1299年 - 1304年）がホラント伯を受け継いだ。
これ以後はエノー伯を参照。